# Djadjuškina kvartira
Djadjuškina kvartira (Дядюшкина квартира) è un film del 1913 diretto da Pёtr Čardynin.